# Gagatsjemeer
Het Gagatsjemeer (Russisch: озеро Гагачье; "eider") is een meer in het noorden van het Russische eiland Wrangel, in de Akademiitoendra.
Ten oosten van het meer stroomt de rivier Levaja Toendrovaja, die verderop uitmondt in de Toendrovaja en ten westen van het meer ontspringt de rivier Lachtakovy. Beide rivieren hebben geen verbinding met het meer.